# K-564 Arkhangelsk
El K-564 Arkhangelsk es un submarino de misiles de crucero de propulsión nuclear de la clase Yasen de la Armada rusa. Es el cuarto submarino del proyecto Yasen-M. Se realizaron cambios considerables en el diseño inicial del proyecto Yasen. Lleva el nombre de la ciudad de Arcángel.
El nombre proviene del submarino nuclear TK-17 Arkhangelsk del Proyecto 941 «Akula», que fue retirado de la flota en 2015.

## Construcción
Se empezó su construcción el 19 de marzo de 2015 con el número de serie 164 en la empresa Sevmash en Severodvinsk.
Fue botado el 29 de noviembre de 2023. El 17 de marzo de 2024, el reactor nuclear se botó físicamente el 11 de junio de 2024; el barco comenzó las pruebas en el mar en fábrica con planes de unirse a la Flota del Norte de la Armada a finales de año. El 27 de diciembre de 2024 entró en funcionamiento.

## Historial de servicio
A partir de finales de 2024 forma parte de la Flota del Norte de la Armada rusa. Presumiblemente se está preparando para entrar en servicio como parte de la 11ª división de submarinos con base en Zapadnaya Litsa.